# Matilde Throup
Matilde Throup Sepúlveda (Angol, 18 de agosto de 1876 - 1922) foi a primeira mulher chilena a receber o título de advogado, e a terceira a obter um título profissional desde a vigência do decreto Amunátegui de 1877, que permitiu às mulheres ingressar à Universidade.